# Nuda Veritas
Nuda Veritas è un'opera di Gustav Klimt realizzata nel 1899 con la tecnica dell'olio su tela (252x56,2 cm). Il dipinto attualmente è conservato presso l'Österreichisches Theatermuseum di Vienna. Dell'opera esiste anche una versione precedente, datata 1898, realizzata con la tecnica della litografia e pubblicata su Ver Sacrum, rivista della Secessione viennese (1898-1903).

## Il contesto storico dell'opera
La Vienna degli ultimi anni dell'Ottocento era una Vienna decadente che risentiva dell'ipocrita repressione vittoriana. Durante questo periodo l'arte di Klimt per il suo erotismo e i suoi temi spesso troppo espliciti, si scontrò spesso con molti rifiuti. A causa di queste restrizioni molti artisti sentirono il bisogno di un cambiamento radicale che portò alla cosiddetta Secessione viennese: un'associazione di 19 artisti, tra cui pittori e architetti, che si staccano dall'Accademia di Belle Arti andando contro il tradizionalismo, il conservatorismo e l'accademismo, per formare un gruppo autonomo dotato di una propria indipendenza e anche di una propria sede, il Palazzo della Secessione.
La Secessione Viennese, soprattutto in pittura, non cercava la rottura con l'arte del passato, ma piuttosto cercava di creare una nuova arte austriaca che rispondesse alla esigenze culturali, politiche e sociali del tempo. In particolare fu dal 1907 che tra i pittori si palesò una nuova concezione di arte figurativa che partiva dalla ricerca del maestro Gustav Klimt per poi seguire con i suoi seguaci quali Egon Schiele e Oskar Kokoschka.

## Le due versioni

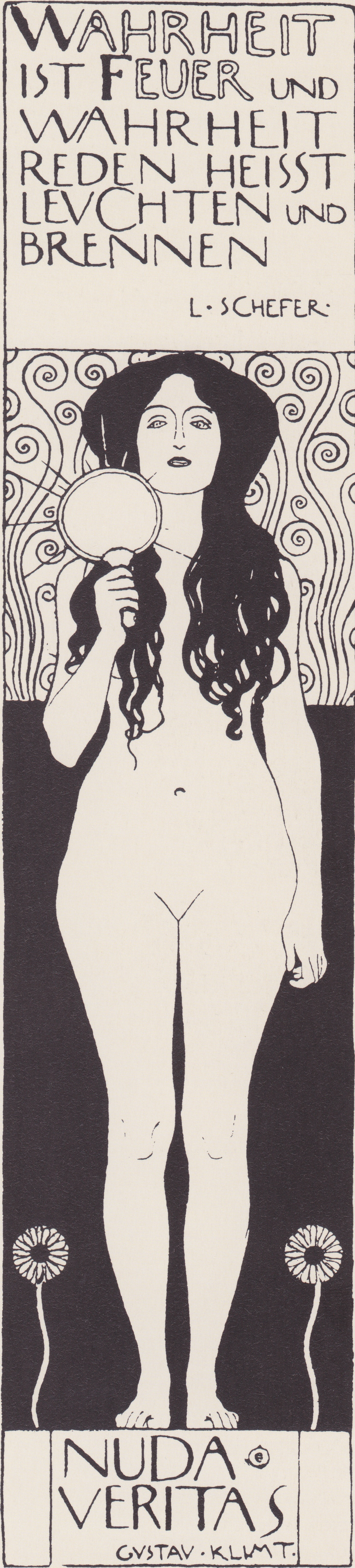
La prima versione dell'opera apparsa su Ver Sacrum

Dell'opera in questione esiste un'altra versione, una litografia apparsa l'anno precedente sulla rivista della Secessione Viennese. Ci sono due importanti differenze tra le due versioni che bisogna prendere in considerazione.

La prima riguarda la scritta collocata nella parte alta del quadro, sopra la testa della donna. Nella prima versione il pittore decise di riportare una citazione dallo scrittore tedesco Leopold Schefer: 
(Leopold Schefer)
 Nella seconda elaborazione Klimt aveva accentuato la carica sensuale e aveva sostituito la citazione di Schefer con una citazione, incisa su oro, del filosofo Friedrich Schiller: 
(Friedrich Schiller)
La seconda differenza riguarda il serpente che nella seconda versione troviamo ai piedi della donna, mentre nella prima è assente. La mancanza del serpente nella prima versione dimostra che il pittore, all'inizio della lavorazione di questo tema, non aveva ancora guardato al fine provocatorio che invece ritroveremo nella seconda versione.

## Descrizione e stile

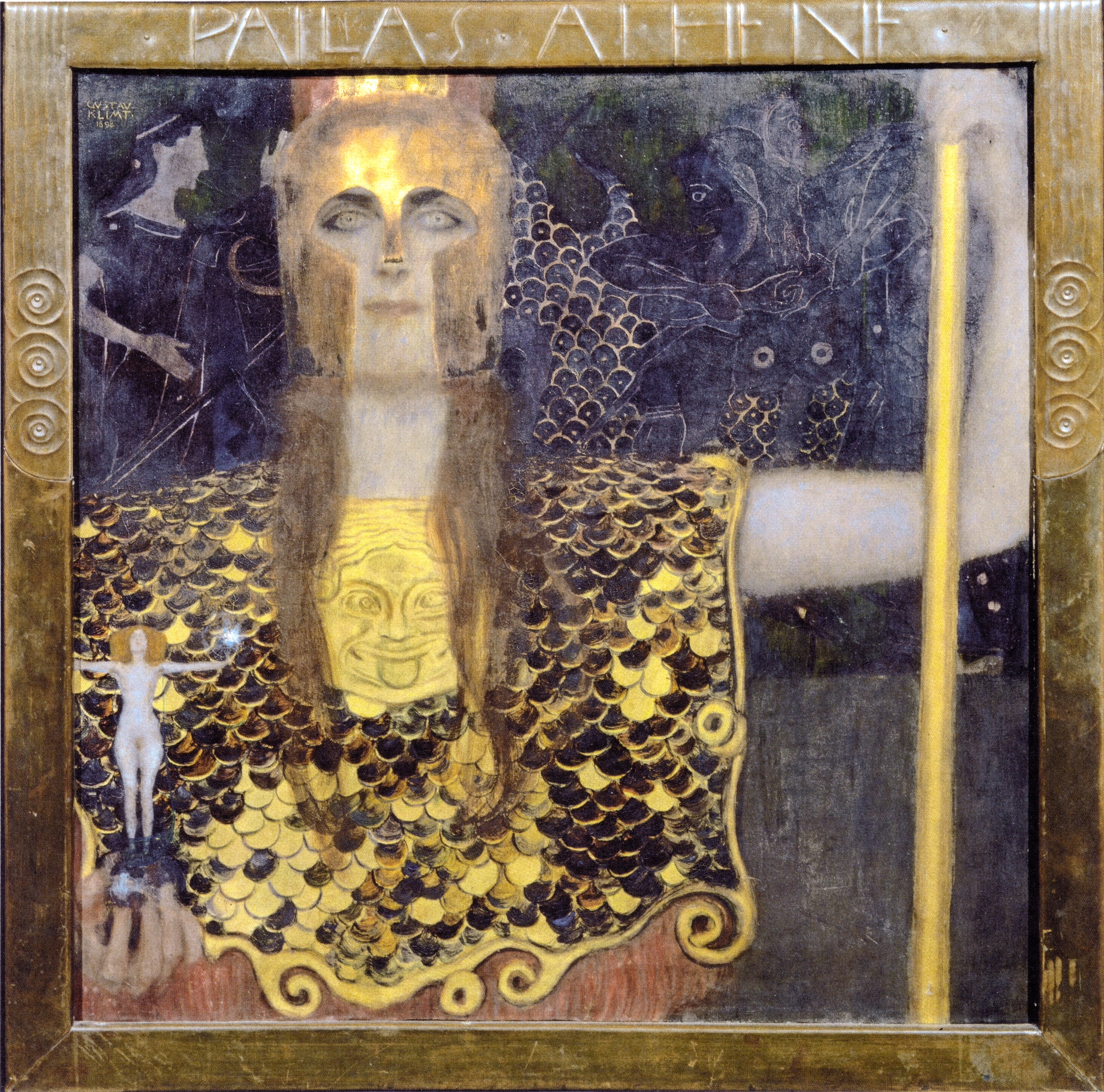
Pallas Athene e Nuda Veritas

Il quadro si apre con la citazione del filosofo Schiller scritta su fondo d'oro, che ha una funzione di cartello introduttivo all'opera. Nella parte centrale del dipinto vediamo la figura femminile, protagonista assoluta della rappresentazione, che si mostra allo spettatore in tutta la sua nudità, senza nascondere nulla. Nonostante la Veritas non abbia un atteggiamento provocatorio, la presenza del serpente ai suoi piedi, dei fiori nei capelli e dello sfondo acquatico quasi evanescente, attribuisce alla figura una carica pericolosa e inquietante. L'incarnato pallido, la chioma rossa e lo sguardo pietrificato rendono questa donna ancora più inaccessibile.
La donna tiene nella sua mano destra uno specchio, rivolto verso lo spettatore. Elemento di collegamento tra la zona occupata dalla donna e la fine del dipinto sono due fiori che si ergono con il loro stelo sottile e lungo che, in qualche modo, ricordano la presenza maschile essendo riconducibili anche a forme spermatozooiche. L'opera si chiude, ai piedi della figura femminile, con la scritta Nuda Veritas, titolo dell'opera. In quest'opera non mancano le caratteristiche principali dell'arte di Klimt: la grande padronanza del disegno, che rimane tuttavia bidimensionale, reso attraverso l'uso del colore, l'uso dell'oro nella parte della cornice e soprattutto l'uso di materiali e di tecniche provenienti dalle arti minori.

## Lettura dell'opera
La citazione di Schiller alludeva alle numerose polemiche suscitate dal nuovo corso dell'arte klimtiana, alle quali non poteva sfuggire l'opera della Nuda Veritas. L'unico a sostenere quest'opera fu Hermann Bahr, primo proprietario del quadro. Il pubblico insorgeva contro quest'opera per il suo carattere demoniaco e fatale, tipico delle donne klimtiane, tanto da considerare la Veritas una Iside secessionista, come disse il critico Hevesi.
Il marcato realismo di questo nudo era molto lontano dall'idea dei nudi idealizzati a cui il pubblico del tempo era abituato, tanto da urtare il perbenismo dei viennesi. Dobbiamo considerare anche che ci troviamo in un periodo in cui il lavoro di Sigmund Freud faceva della sessualità e della nudità uno scomodo oggetto di studio. La donna in questione incarna la verità, e il serpente che le cinge le gambe, mettendo in pericolo la sua integrità, sta a simboleggiare la verità insidiata dalla menzogna e dall'invidia.
Molte letture invece sono state fatte sul significato dello specchio: secondo la più accreditata di queste letture, la donna, rivolgendo lo specchio verso di noi, ci sta esortando a fuggire dalla menzogna rappresentata appunto dalla serpe. In questa esortazione a fuggire dalla menzogna vi leggiamo una dichiarazione d'intenti dell'artista: la totale libertà dell'arte che deve dire la verità in quanto espressione della propria epoca. Menzogna e invidia che attraverso il corpo del serpente “debordano” dalla cornice del quadro con l'intento di cancellare la scritta Nuda Veritas, proprio per esaltare questa lotta della menzogna contro la verità.